# الحملة النورماندية إلى جربة والمهدية
الحملة النورماندية إلى جربة والمهدية وقعت في عام 1135 بعد تحريض البحرية النورماندية بحرب ضد الحماديين في بجاية من طرف أبناء العمومة الزيريين الذين كانوا بدورهم في صراع وقتال كبير.

## سياق
كان الحماديون والزيريون في إفريقية من نفس الجد حيث ترجع أصولهم للمغرب الأوسط لكنهم سيواجهون انقسامًا ثم تنافسًا حامي الوطيس إن تراجع الزيريين في إفريقية وتراجعهم ضد الهلاليين والنورمان شجع الحماديين على القيام بإعادة توحيد المجال الزيري لمصلحتهم. كانت بعض المدن مثل توزر تابعة لحكام المغرب الأوسط منذ عام 1062. السلطان الحمادي يحيى بن العزيز يطلق من عاصمته بجاية سلسلة حملات للاستيلاء على إفريقية : استولوا على تونس سنة 1128 ثم اتجهوا نحو المهدية سنة 1135.
طلب من روجر الثاني ملك صقلية أن يأتي لدعم الزيريين. ويحافظ على علاقات جيدة مع الأخيرة، حتى أنه رفض المشاركة في التحالف السابق للسفن البيزانية والجنوية ضد المهدية. قام سرب صقلي نورماندي مكون من عشرين سفينة بفك حصار المهدية ونهب قابس على يد منشق معارض للأمير الزيري الحسن. سيعود السرب الصقلي النورماندي محملاً بالغنائم إلى صقلية. وبمرور الوقت، تم الاستيلاء على جربة وكر القراصنة.

## نتيجة
هذا الوضع يعرض الزيريين للخطر : فلقد اضطروا إلى التنازل عن الساحل بأكمله تقريبًا للنورمان رغم فوز تحالفهم وعقد السلام في 1140 بين الزيريين والنورمان يأخذ طابع الاستسلام لأنه على الرغم من كسر شوكة الحماديين فالساحل أصبح بيد قوة أجنبية. إن نجاح الزيريين الذين استعادوا قابس عام 1147 من أحد أنصار النورمان لم يتمكن من عكس هذا الاتجاه ففي عام 1148 استولى جورج الأنطاكي على المهدية وكانت تلك الضربة الأخيرة للزيريين الذين اضطر أميرهم الأخير الحسن الرجوع إلى المنفى وبيت الزيريين الأول الجزائر العاصمة حيث تم وضعه الحماديون تحت الإقامة الجبرية.

## المذكرات و المراجع
1. 1 2  Virginie Prevost (2008). L'aventure ibāḍite dans le Sud tunisien, VIII-XIII siècle (بالفرنسية). Helsinki: Académie finlandaise des sciences. p. 480. ISBN:978-951-41-1019-1..
2. 1 2  Idris 1959، صفحة 304.
3. ↑  Georges Jehel (2001). L'Italie et le Maghreb au Moyen Âge (بالفرنسية). Paris: Presses universitaires de France. p. 52. ISBN:978-2-13-052263-8. Archived from the original on 2022-03-25..
4. 1 2  Arthur Pellegrin (1948). Histoire de la Tunisie (بالفرنسية). Tunis: Librairie Namura. p. 121. Archived from the original on 2021-12-04..
5. ↑  Jean Deuve (2000). Les opérations navales normandes au Moyen Age, 900-1200 (بالفرنسية). Condé-sur-Noireau: Corlet. p. 81. ISBN:978-2-85480-722-6. Archived from the original on 2021-12-05..

### فهرس
- Hady Roger Idris (1959). La Berbérie orientale sous les Zirides, X-XII siècles (بالفرنسية). Paris: Adrien-Maisonneuve. p. 896. Idris.

### مقالات ذات صلة
- الزيريديون
- إمارة صقلية
- الحماديون